# Rym Kefi
Pour les articles homonymes, voir Kefi.
Rym Kefi, née à la fin des années 1970, est une chercheuse tunisienne en anthropologie moléculaire et génétique.

## Biographie

### Jeunesse et formation
Rym Kefi est une fille de fonctionnaires passionnés d'éducation, et d'histoire, son père étant photographe pour l'Institut national du patrimoine, travaillant en particulier au musée national du Bardo. Dès son enfance, avec ses frères, elle joue et bénéficie du musée du Bardo, de la lecture d'encyclopédies et de visites de sites archéologiques.
Elle entame ses études supérieures par une maîtrise en sciences naturelles à la faculté des sciences de Tunis, au sein de l'université de Tunis - El Manar. Elle se prend d'intérêt pour une discipline encore récente, glissant un peu vers les sciences humaines, l'anthropologie moléculaire. La discipline n'existant pas à l'époque à Tunis, elle obtient une bourse pour des études à l'étranger combinant l'anthropologie moléculaire et la paléontologie humaine : elle s'installe en 2000, pour quelques années, en France, y menant des études à la faculté des sciences médicales et paramédicales de Marseille, un établissement de l'université de la Méditerranée Aix-Marseille II,. Elle réalise une thèse de maîtrise, en juin 2001, sur l'étude de l'ADN ancien obtenu de squelettes français du Moyen Âge avec dislocation de la hanche. Ensuite, elle poursuit jusqu'au doctorat en soutenant une thèse en 2005 s'intitulant Diversité de l'ADN mitochondrial de quelques populations humaines préhistoriques et actuelles de l'Afrique du Nord. Cette thèse est menée sous la direction d'Éliane Béraud-Colomb, et consacrée aux origines et à la diversité de la population de Makthar, un important site archéologique tunisien,. Elle est alors la plus jeune étudiante de la faculté de médecine de Marseille et de l'université de la Méditerranée Aix-Marseille II, à soutenir une thèse de troisième cycle,. Elle apporte également une contribution à d'autres études, en particulier sur la diversité de l'ADN mitochondrial des ours des cavernes de la grotte Chauvet.

### Carrière professionnelle
Avant même de terminer ses études doctorales, elle se voie proposer des offres d'emploi post-doctoral en France dans son domaine scientifique. Néanmoins, elle décide de retourner dans son pays natal. Ce choix n'est pas évident, n'ayant pas sur place des opportunités similaires dans ce même domaine. Elle passe deux ans à travailler bénévolement ou à enchaîner des vacations. Puis elle entre à l'Institut national du patrimoine en tant qu'anthropologue, avant d'intégrer l'unité de recherche des maladies génétiques orphelines (maladies génétiques pour laquelle aucun traitement n'est disponible) de l'Institut Pasteur de Tunis. Même si elle ne connaît pas cette spécialité, Rym Kefi connaît ces équipes de recherche, par des stages étudiants au sein de l'unité de recherche génétique et au laboratoire de virologie clinique. Désormais, elle y apporte un savoir-faire en ADN dégradé et en ADN ancien.
À partir de 2012, elle est co-chercheuse principale d'un projet européen sur « les facteurs génétiques et environnementaux du syndrome d'insulinorésistance et ses complications à long terme chez les populations méditerranéennes immigrées » et cheffe d'équipe d'un second projet européen en médecine génomique. Elle participe également à des activités de formation et d'enseignement. Elle participe par ailleurs à l'amélioration des tests de paternité et des méthodes d'identification médico-légale.
Elle fait partie de la promotion 2018 des boursiers du Forum du prochain Einstein, mettant en exergue les jeunes scientifiques les plus prometteurs en Afrique.